# Hogna reducta
Espèce
Synonymes
- Lycosa reducta Bryant, 1942

Hogna reducta est une espèce d'araignées aranéomorphes de la famille des Lycosidae.

## Distribution
Cette espèce est endémique de l'île Sainte-Croix aux îles Vierges américaines,.

## Description
La femelle holotype mesure 19 mm.

## Publication originale
- Bryant, 1942 : Notes on the spiders of the Virgin Islands. Bulletin of the Museum of Comparative Zoology, no 89, p. 317-366 (texte intégral).